# Milla Jovovich
Milla Jovovich, nascuda com a Militza Jovović, (Kíiv, en aquell moment República Socialista Soviètica d'Ucraïna, avui dia Ucraïna, 17 de desembre de 1975) és una model, actriu, música, i dissenyadora de moda estatunidenca d'ascendència sèrbia. Durant la seua carrera com a actriu ha aparegut en nombroses pel·lícules de ciència-ficció i d'acció.

## Biografia
Milla va néixer a Kíev, República Socialista Soviètica d'Ucraïna (Unió Soviètica), filla única de Bogdan Bogdanovich Jovovic, un pediatre serbi, i Galina Loginova, una actriu de teatre d'ascendència russa.
La família paterna de Milla tenia diners, provenien de Zlopek, prop de Pec, en la part nord-oest de la vall de Dukagjini. El seu besavi patern, Bogic Camic Jovovic, noble, va ser cap del clan Vasojevici, així com oficial de la guàrdia real del rei Nicolau I de Montenegro; l'esposa del seu besavi es deia Milica, de qui Milla va rebre el nom temps després. El seu avi patern Bogdan Jovovic va ser comandant a la zona militar de Pristina, i més tard va investigar les finances a les àrees militars de Skopje i Sarajevo, on va descobrir el desfalc massiu d'or; va ser castigat per negar-se a delatar a un amic involucrat en el crim. Més tard, el govern el va empresonar per un temps breu a Goli Otok per negar-se a declarar. Quan temia ser arrestat de nou, va fugir a Albània, i més tard es va traslladar a Kíev. Una versió diferent de la història afirma que va ser ell qui va emportar-se l'or. El pare de Milla, Bogich, es va unir més tard a Bodgan a Kíev, on ell i la seva germana es van graduar en medicina. El 2000, el seu avi, Bogdan Jovovic, va morir a Kíev.
El 1980, quan Milla tenia 5 anys, la seva família va abandonar la Unió Soviètica per motius polítics i es va traslladar a Londres. Posteriorment van viure a Sacramento (Califòrnia) abans d'establir-se a Los Angeles set mesos després; els pares de Milla es van divorciar temps després.
Jovovich va anar a escoles públiques poc després d'arribar als Estats Units, i va adquirir fluïdesa en l'anglès en tres mesos. A l'escola, molts dels estudiants solien burlar-se d'ella perquè havia emigrat de la Unió Soviètica durant la Guerra Freda. Jovovich va dir: «em van cridar comunista i espia russa; mai, mai vaig ser acceptada pel grup». Als 12 anys, en el setè grau, Jovovich va deixar l'escola per centrar-se en ser model. Va admetre ser rebel en els seus anys d'adolescència, haver-se involucrat amb les drogues, comès vandalisme en un centre comercial i frau amb targetes de crèdit.
El 1994 es va convertir en ciutadana nord-americana.

### Carrera com a model
Amb nou anys, va començar a anar a audicions de model, i va aconseguir un contracte amb l'agència de models Primera. Als onze anys, Jovovich va ser observada pel fotògraf Richard Avedon, que era responsable de màrqueting de Revlon en aquell moment, i va seleccionar a Jovovich per aparèixer amb les models Alexa Singer i Sandra Zatezalo en els anuncis de Revlon Dones més inoblidables del Món. El 1987, els fotògrafs Gene Lemuel i Pedro Duc la van fotografiar als dotze anys, i Lemuel més tard va mostrar les fotografies a Herb Ritts. Impressionat, Ritts les va utilitzar per a la portada d'octubre de 1987 de la revista de moda italiana Lei. Aquesta va ser la primera de les seves moltes portades. El 1988, va fer el seu primer contracte de model professional. Jovovich va ser una de les altres models que va estar involucrada en la controvèrsia per la utilització de la indústria a models massa joves.
Més tard Jovovich va arribar a la portada de The Face, que va donar lloc a nous contractes i portades de Vogue i Cosmopolitan. Des de llavors, ha aparegut en més de cent portades de revistes, incloent Seventeen, Mademoiselle, Glamur, Harper's Bazaar, i InStyle. La seva carrera com a model han inclòs diverses campanyes per a Banana Republic, Christian Dior, Damiani, Donna Karan, Gap, Versace, Calvin Klein, DKNY, Coach, Giorgio Armani, H&M, i Revlon. Des de 1998, Jovovich ha estat una «veu internacional» dels cosmètics L'Oréal. També va fer un cameo de menor importància en la novel·la Bret Easton Ellis Glamorama, una sàtira de l'obsessió de la societat amb les celebritats i la bellesa.
En un article publicat el 2003, Harpers & Queen va afirmar a Jovovich que el dissenyador Gianni Versace la nomenés «La meva supermodel favorita». L'any 2004, Jovovich va encapçalar la llista de la revista Forbes de les Supermodels més riques del món, guanyant uns 10,5 milions de dòlars. El 2006, Jovovich va ser contractada per la línia de roba Mango com la seva imatge per a les seves campanyes publicitàries; també va poder ser vista en els anuncis d'Etro. S'ha assenyalat que «ser model mai va ser la seva prioritat» i li permet «ser selectiva sobre les decisions creatives que pren». Actualment és rostre de la firma italiana de luxe Zegna, i és protagonista del calendari Campari.

## Carrera com a actriu

### Primers treballs (1985–1992)
La mare de Milla l'havia «criat per ser una estrella de cinema» i el 1985 la va matricular en la Professional Actors School a Califòrnia.
El 1988 va aparèixer en el seu primer paper professional en el telefilm Night Train to Kathmandu com a Lily McLeod. Més tard, aquell mateix any va fer el seu debut en una pel·lícula amb un petit paper, com Samantha Delongpre, en el thriller romàntic Two Moon Junction. Després de papers en sèries de televisió com Paradís (1988) i L'imperdible Parker Lewis (1990), Jovovich va ser triada protagonista, com a Lilli Hargrave, en Retorn al Llac Blau (1991). Aquesta seqüela de The Blue Lagoon (1980) la va posar com antagonista de Brian Krause. Retorn al Llac Blau va portar a comparacions entre ella i la nena model convertida en actriu, Brooke Shields (que havia participat en l'original) - Jovovich va ser anomenada sovint per la premsa la Brooke Shields eslava. El paper també va generar la seva controvèrsia, així com Shields la va tenir en The Blue Lagoon, per aparèixer nua a una edat tan jove. Per la seva interpretació de Lili, Jovovich va ser nominada per a «Millor protagonista jove en una pel·lícula», en els premis Young Artist de 1991, i també aquell any com a «Pitjor nova estrella» en els premis Golden Raspberry
El 1992, Jovovich va coprotagonitzar amb Christian Slater la comèdia Kuffs. Més tard, aquest any, va interpretar a l'actriu Mildred Harris en la pel·lícula biogràfica Chaplin.
El 1993 Jovovich va aparèixer en la pel·lícula de culte de Richard Linklater Dazed and Confused, en la qual va interpretar a Michelle Burroughs, la promesa en pantalla de Pickford (interpretat pel seu llavors promès en la vida real Shawn Andrews). Jovovich va destacar en el material promocional de la pel·lícula; no obstant això, a l'estrena de la pel·lícula, estava molesta en trobar que el seu paper havia estat molt retallat respecte al guió original. La major part de les escenes de Jovovich van ser filmades en l'últim dia del rodatge; no obstant això, va ser mal informada de la data, i en última instància, només va tenir una línia de guió en la pel·lícula, «No», a més de cantar una estrofa de The Alien Song del seu àlbum The Divine Comedy.

### Ascens (1994–2001)
El 1996, un extracte de la publicitat del perfum Escape de Calvin Klein apareix en la pel·lícula L'amor té dues cares de Barbra Streisand. Jovovich va tornar a actuar el 1997, amb un paper principal en la pel·lícula dirigida per Luc Besson El cinquè element, al costat de Bruce Willis i Gary Oldman. Va interpretar a Leeloo, una extraterrestre que era el «ésser perfecte». Jovovich va dir que «va treballar com en un infern: sense assajos amb la seva banda, sense clubs, sense ganes» per adquirir el paper i impressionar a Besson; més tard es van casar el 14 de desembre de 1997, però es va divorciar el 1999. Va prendre part en vuit mesos de classes d'interpretació i pràctiques del karate abans del rodatge. Jovovich també va crear i va dominar un llenguatge de més de 400 paraules exòtiques per al seu paper. El cinquè element va ser seleccionada com la pel·lícula d'obertura per al Festival de Canes de 1997 i la seva taquilla, a tot el món, en xifres brutes, va recaptar més de 263 milions de dòlars, més de tres vegades el seu pressupost de 80 milions. El cinquè element va ser sovint lloat pel seu estil visual i el vestuari únic, i el crític de cinema James Berardinelli, va explicar: «Jovovich impressiona, encara que la seva eficàcia té poc que veure amb la qualitat i menys encara amb el diàleg». Jovovich va ser nominada a Actriu favorita revelació en els premis Blockbuster Entertainment i «Millor baralla» en els MTV Movie Awards. Jovovich va ser imatge de Leeloo en un videojoc i una figura d'acció prevista, però la figura mai va ser llançada a causa de problemes de llicència. En una entrevista el 2003, Jovovich va dir que Leeloo era el seu paper favorit.
El 1999, Jovovich va tornar al gènere d'acció interpretant el paper principal en Joana d'Arc, reunint-se amb el seu director Luc Besson. Va aparèixer amb armadura en diverses extenses escenes de batalla, i es va deixar tallar el pèl per al paper. Jovovich va rebre bones crítiques pel seu bon paper, encara que també va rebre una nominació al Razzie Award per «Pitjor actriu». The Messenger: The Story of Joan of Arc es va comportar moderadament bé a la taquilla, obtenint 66 milions de dòlars a tot el món. Després, el 2000, Jovovich va aparèixer com la atribulada Eloise en The Million Dollar Hotel, una pel·lícula basada en un concepte de Bono, de la banda U2, i Nicholas Klein. Dirigida per Wim Wenders, Jovovich la va protagonitzar al costat de Jeremy Davies i Mel Gibson, a més de donar veu a la banda sonora de la pel·lícula. Posteriorment, va interpretar a la propietària d'un bar, Lucía, en la pel·lícula britànica de eestern El perdó (2000), i Katinka, la dolenta en la comèdia Zoolander (2001).

### Èxit internaciónal (2002–2006)

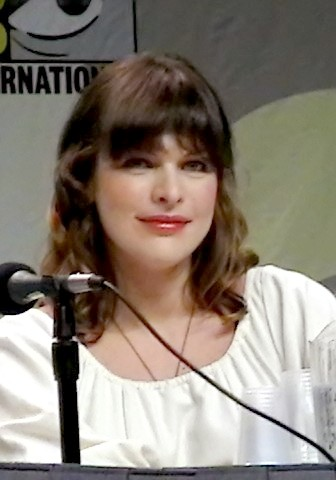
Jovovich en el Comic-Con de 2007.

El 2002, Jovovich va protagonitzar la pel·lícula de terror i d'acció Resident Evil, llançada als Estats Units el 15 de març de 2002. Basada en la sèrie de videojocs de Capcom d'igual nom, va interpretar a Alice, l'heroïna de la pel·lícula que lluita contra una legió de zombis creats per la Corporació Umbrella. Jovovich va acceptar el paper d'Alice, perquè ella i el seu germà havien estat fans de la franquícia de videojocs, dient: «Era emocionant per a mi solament amb veure'l jugar, ens assèiem tots els dies i podíem estar 5 hores jugant a aquest joc». Jovovich va interpretar totes les escenes perilloses necessàries en la pel·lícula, a excepció d'una que suposava un salt a una plataforma de ciment, que els productors van considerar massa perillosa, i es va entrenar en karate, kickboxing i lluita. La pel·lícula va ser un èxit comercial, recaptant 17 milions de dòlars en la seva primera setmana, i va guanyar 40 milions de dòlars als Estats Units, i a nivell mundial 102 milions de dòlars. Més tard, va interpretar Erin en No Good Deed (2002), Nadine en la comèdia romàntica You Stupid Man (2002), la punk roquera Fangora, Fanny, en Dummy (2003), i és sempre una veu convidada en la sèrie de televisió King of the Hill. El paper de Fangora en Dummy, va permetre a Jovovich actuar al cinema amb el guanyador de l'Oscar, Adrien Brody, que era el seu amic abans de la filmació. Per Jovovich va ser fàcil identificar-se amb aquest paper perquè se sentia com Fangora; a diferència dels personatges anteriors, posseïa qualitats similars a la pròpia vida de l'actriu.
El 2004, Jovovich va tornar a interpretar el paper d'Alice en la seqüela de Resident Evil: Apocalypse. El paper requeria formar-se tres hores al dia per lluitar. A més dels tres mesos abans de la filmació en la qual hi havia «entrenament de tir, arts marcials, tot». Apocalypse va rebre reaccions encara més negatives dels crítics que la primera pel·lícula. Després de l'estrena, Jovovich no estava satisfeta amb els resultats i l'esforç del director Alexander Witt. Va assenyalar durant una entrevista aquell any que les seves pel·lícules d'acció mostraven la part comercial de la seva carrera, mentre que actuava en «les pel·lícules independents que mai van sobresortir» per calmar el seu costat artístic, i «és un bon equilibri». A l'any següent, va aparèixer en un fallit tràiler per a una adaptació de Calígula de Gore Vidal com Drusilla. El 2006, la pel·lícula de Jovovich, thriller de ciència-ficció Ultraviolet, va ser llançada el 3 de març. Jovovich també va protagonitzar la pel·lícula .45, com a Kat, la promesa moguda per la venjança d'un comerciant il·legal de drogues i armes, interpretat per l'actor i DJ anglès Angus MacFayden.

### Últims projectes (2007–present)

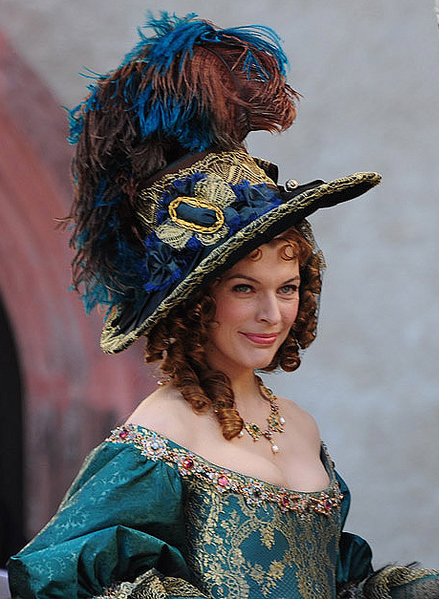
Milla en Els tres mosqueters.

El 2007, Jovovich va repetir el seu paper com Alice en Resident Evil: Extinction (on va conèixer a la seva actual amiga Ali Larter), la tercera de la sèrie Resident Evil. La pel·lícula va recaptar als Estats Units 24 milions de dòlars en 2828 sales de cinema en la seva primera setmana. Va començar més fort que la seva predecessora, Resident Evil: Apocalypse, que es va obrir amb 23 milions de dòlars en 3284 sales (més de 450 que en Extinció).
Jovovich es va preparar per representar Amalia Bezhetskaya en Azazel el 2007, no obstant això, amb l'anunci del seu embaràs a principis d'aquest any, la pel·lícula es va posposar fins a l'estiu de 2008. També el 2009, Jovovich va protagonitzar A Perfect Getaway amb Kiele Sánchez, Timothy Olyphant, Marley Shelton i Steve Zahn. La pel·lícula és un thriller sobre una parella de jovençans (Milla i Zahn) en la seva lluna de mel a Hawaii. El rodatge va començar la primavera de 2008.
Jovovich estava cridada a interpretar a Lucía, l'esposa d'un piròman empresonat (interpretat per Edward Norton) en Stone, un thriller psicològic protagonitzat per Robert De Niro. El rodatge va començar al maig de 2009, en el recentment clausurat Southern Michigan Correctional Facility a Jackson, Michigan. Jovovich també va fer el paper de la Dra. Abigail Tyler en un thriller basat, suposadament, en fets reals: The fourth kind. En una entrevista, Jovovich va dir que no apareixeria en una altra pel·lícula d'acció «en molt temps», expressant el desig de representar els papers més diversos. Però finalment el 2010 es va estrenar Resident Evil: Ultratomba, la quarta pel·lícula de la saga Resident Evil, on no només va fer el paper d'Alice, sinó també pels milers de clons que ella té. A més, és la primera de la saga a ser filmada amb tecnologia digital 3D.
A causa de l'èxit en taquilla, Jovovich novament va actuar en el següent lliurament de la saga anomenada Resident Evil: Venjança que l'octubre de 2011 va començar a ser rodada a Toronto. Es va estrenar a la fi de setembre de 2012, també en tecnologia 3D.

## Dissenyadora de moda
Jovovich i la seva companya supermodel Carmen Hawk van llançar una línia de roba anomenada Jovovich-Hawk el 2003. La parella va inaugurar un showroom a Greenwich Village (Nova York) el 13 de setembre de 2005, i la línia es va perllongar durant quatre anys. Vogue li ha elogiat la línia «estatus de culte de noia de ciutat que la majoria dels dissenyadors passen anys tractant d'aconseguir».
El novembre de 2006, el Consell de Dissenyadors de Moda d'Amèrica (CFDA) i US Vogue van nominar a Jovovich-Hawk pel CFDA/Vogue Fashion Fund Award. Jovovich-Hawk va ser nominada com a finalista, encara que Doo-Ri Chung es va endur el primer premi.
El 2007, Jovovich i Hawk van dissenyar un vestit per al personatge de Jovovich en Resident Evil: Extinction. Els pantalons d'Alice, el seu personatge, són una variant de la 'Shorts Alice Star' de la col·lecció de primavera de 2007. Més tard a l'any, Jovovich-Hawk va signar un acord per dissenyar una col·lecció de difusió de la campanya Go Target Internacional, seguint els passos de Luella, Paul & Joe i Proenza Schouler. El 2008 Jovovich i Hawk, de mutu acord, van posar fi al negoci a causa de les creixents demandes de temps. Jovovich va explicar, «sóc una artista. No sóc algú que pugui fer front a les tarifes d'enviament i els impostos».

## Presència en els mitjans de comunicació
Jovovich ha estat coneguda per la seva carrera com supermodel, cantant i actriu. El canal de música VH1 s'ha referit a ella com la «reina de la puntada en el cul» pels seus papers en diverses pel·lícules d'acció i ciència-ficció. Rebecca Flint Marx de Allmovie va dir que malgrat la resposta negativa de la crítica a les pel·lícules de Resident Evil, la franquícia ha convertit a Jovovich en «una estrella de la llista de pel·lícules d'acció». Els seus papers d'acció li han donat un geek després que MTV va dir que era «el somni de qualsevol Geek's Girl».
El 2004 Jovovich es va classificar en la 69ª posició en la Top 100 Hot List de la revista Maxim, en la 82ª el 2005 i la 21ª el 2010. També Maxim la va nomenar 11ª en la seva llista de Hottest Nerd Crushes. El 2008, es va classificar 90ª en Top 99 Women de Ask Men.

## Vida personal
Jovovich resideix a Los Angeles i a Nova York, on es troben les seves cases. Abans de la seva relació amb Paul Anderson, Jovovich es va casar amb el seu promès a la pantalla Shawn Andrews el 1992 durant el rodatge de Dazed and Confused. Andrews tenia 21 anys, mentre que Jovovich en tenia 16, el matrimoni va ser anul·lat per la seva mare dos mesos després. Poc després de l'anul·lació, Jovovich es va traslladar a Europa amb el seu amic i músic Chris Brenner, i després va viure amb el seu nou promès, Stuart Zender, de 1994 a 1995. De 1995 a 1997, anava amb el fotògraf Mario Sorrenti. A Las Vegas, es va casar amb el director del cinquè element, Luc Besson, el 1998, on van fer paracaigudisme després de la cerimònia, i es va divorciar el 1999. Entre 1998 i 2001, es va fer amiga del jove poeta i músic, Anno Birkin, i va ser inspiració de moltes de les seves composicions. Jovovich es va embolicar amb Birkin just abans de la seva mort en un accident de cotxe. Milla també va tenir una relació amb l'ex-guitarrista dels Red Hot Chili Peppers, John Frusciante (2000-2001).
El 3 de novembre de 2007 va donar a llum una nena, el nom de la qual és Ever Gabo Anderson Jovovich, fruit de la seva relació amb el cineasta anglès Paul W. S. Anderson, amb qui va contreure matrimoni el 22 d'agost de 2009, la parella es va conèixer en el rodatge de Resident Evil, Anderson era el director i l'escriptor de la pel·lícula i Jovovich la protagonista.
El 19 d'agost de 2014, l'actriu va anunciar en el seu compte de Facebook que es trobava esperant al seu segon bebè, producte del seu matrimoni amb el cineasta Paul W. S. Anderson. Arran del seu sorprenent embaràs els enregistraments de la cinta Resident Evil: The Final Chapter s'han vist retardades, ja que la pròpia actriu ha indicat que esperessin que neixi el seu segon fill per començar a realitzar els enregistraments.
Milla Jovovich és trilingüe, parla: rus, anglès i francès.

## Filmografia

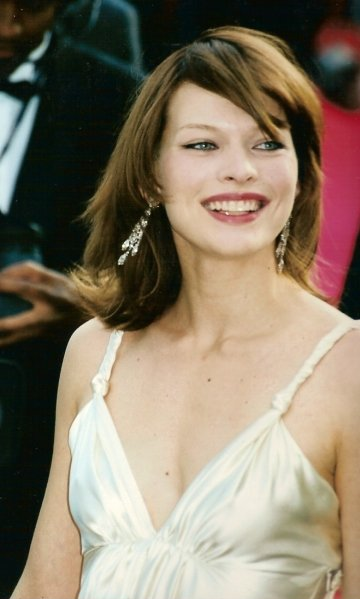
Jovovich al festival de Cinema de Cannes del 2000.

| Any  | Títol                                                 | Personatge                | Notes |
| ---- | ----------------------------------------------------- | ------------------------- | ----- |
| 1988 | Two Moon Junction                                     | Samantha Delongpre        |       |
| 1991 | Retorn al Llac Blau (Return to the Blue Lagoon)       | Lilli Hargrave            |       |
| 1992 | Kuffs, poli per casualitat (Kuffs)                    | Maya Carlton              |       |
| 1992 | Chaplin                                               | Mildred Harris            |       |
| 1993 | Dazed and Confused                                    | Michelle Burroughs        |       |
| 1997 | El cinquè element (The Fifth Element)                 | Leeloo                    |       |
| 1998 | He Got Game                                           | Dakota Burns              |       |
| 1999 | Joana d'Arc (The Messenger: The Story of Joan of Arc) | Joana d'Arc               |       |
| 2000 | El perdó (The Claim)                                  | Lucia                     |       |
| 2001 | The Million Dollar Hotel                              | Eloise                    |       |
| 2001 | Zoolander                                             | Katinka Ingabogovinanana  |       |
| 2002 | Resident Evil                                         | Alice                     |       |
| 2002 | La meva ex, la meva nòvia i jo (You Stupid Man)       | Nadine                    |       |
| 2003 | Dummy                                                 | Fangora "Fanny" Gurkel    |       |
| 2003 | Sense cap motiu aparent (No Good Deed)                | Erin                      |       |
| 2004 | Resident Evil: Apocalipsi (Resident Evil: Apocalypse) | Alice                     |       |
| 2005 | Gore Vidal's Caligula                                 | Drusilla                  |       |
| 2006 | Ultraviolet                                           | Violet Song jat Shariff   |       |
| 2007 | Calibre 45 (.45)                                      | Kat                       |       |
| 2007 | Resident Evil: Extinció (Resident Evil: Extinction)   | Alice                     |       |
| 2008 | Palermo Shooting                                      | Ella mateixa              |       |
| 2009 | A Perfect Getaway                                     | Cydney Anderson           |       |
| 2009 | The Fourth Kind                                       | Dr. Abigail "Abbey" Tyler |       |
| 2010 | Stone                                                 | Lucetta                   |       |
| 2010 | Resident Evil: Ultratomba (Resident Evil: Afterlife)  | Alice                     |       |
| 2010 | Dirty Girl                                            | Sue-Ann                   |       |
| 2011 | Els tres mosqueters (The Three Musketeers)            | Milady de Winter          |       |
| 2011 | Bringing Up Bobby                                     | Olive                     |       |
| 2011 | Faces in the Crowd                                    | Anna Marchant             |       |
| 2012 | Resident Evil: Venjança (Resident Evil: Retribution)  | Alice                     |       |
| 2014 | Cymbeline                                             | The Qeen                  |       |
| 2015 | Survivor                                              | Kate Abbott               |       |
| 2016 | Zoolander 2                                           | Katinka                   |       |
| 2016 | Resident Evil: The Final Chapter                      | Alice                     |       |
| 2017 | Shock and Awe                                         | Vlatka Landay             |       |
| 2018 | Future World                                          | Drug Lord                 |       |
| 2019 | Paradise Hills                                        | The Duchess               |       |
| 2019 | Hellboy                                               | Nimue / The Blood Queen   |       |
| 2019 | Su ren te gong                                        | Bruce                     |       |
| 2020 | Monster Hunter                                        | Natalie Artemis           |       |